# Hubertus van Hove
Pour les articles homonymes, voir Van Hove.
Hubertus (Huib) van Hove né le 13 mai 1814 à La Haye, mort le 14 novembre 1865 à Anvers, est un peintre néerlandais, fils de Bartholomeus van Hove (1790-1880).

## Biographie

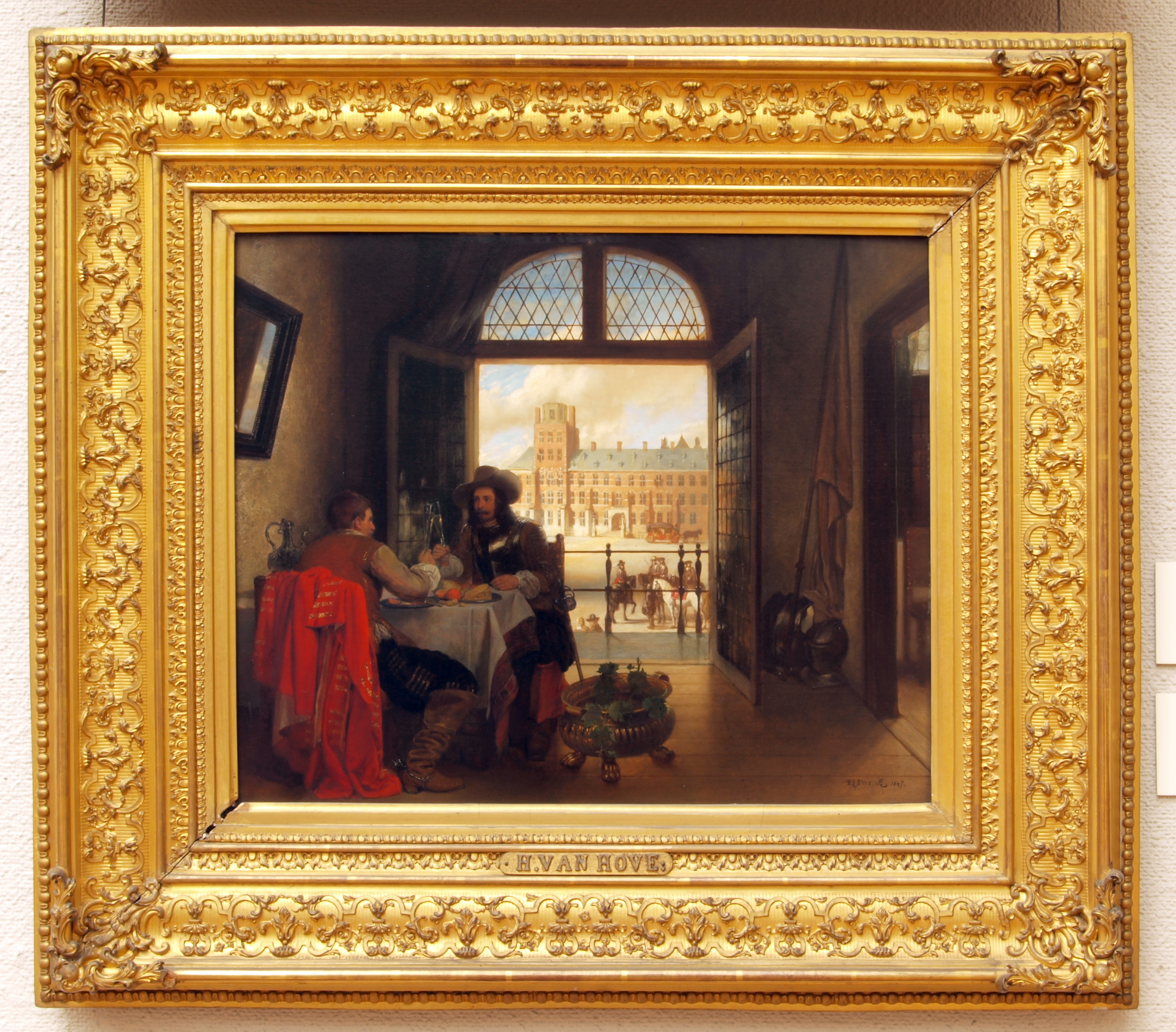
L'adieu, 1847, collection Musée Teylers

Hubertus ou Huib van Hove a appris la peinture non seulement de son père, mais aussi de Hendrik van de Sande Bakhuyzen. Dans l'atelier de son père, il travailla avec Johannes Bosboom et ensemble ils réalisèrent les éléments de décor que Bartholomeus van Hove avait conçus pour le Théâtre Royal de La Haye.

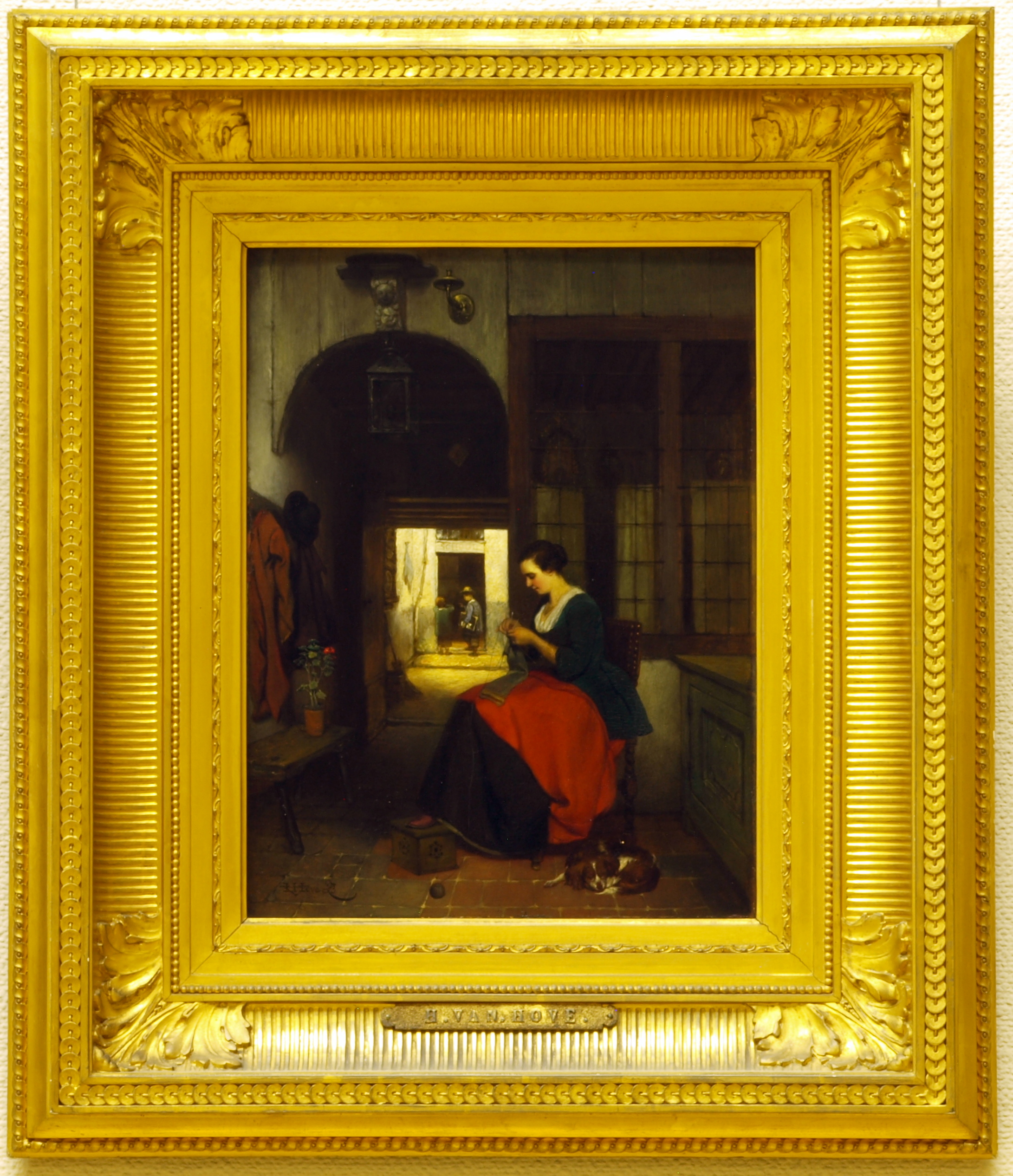
La tricoteuse; Musée Teylers

Hubertus a commencé comme un peintre de paysage, mais son meilleur travail n'était pas dans ce style. Son amour de la couleur et de la lumière a été mis en valeur dans ses doorkijkjes ou perspectives d'intérieurs, dans le style de Pieter de Hooch. Ce sont des scènes où la lumière extérieure est vue à partir d'un intérieur, d'une chambre ou d'une cuisine située entre la porte de la rue et une cour intérieure. Le Musée Teyler en possède un excellent spécimen: La Tricoteuse. C'est une composition vivante, d'une coloration plus intense et plus fraîche que ce qui prévalait à l'époque de Van Hove.
Il est professeur à l'Académie de La Haye et a comme élèves Jacob Maris, Christoffel Bisschop, Stroebel, Henri van Seben, Maurits Léon (1838-1865) et Hendricus Johannes Scheeres (1823-1864).

## Honneur
- Chevalier de l'ordre de Léopold (Belgique, Arrêté royal du 2 décembre 1854)[1].

## Sources
- Marius, Gerharda Hermina, Dutch Painters of the 19th Century, The Antique Collectors' Club, Woodbridge, Suffolk
- « Hove, Huib van (Bz) » sur le site du Bureau national pour la documentation relative à l’histoire de l’art RKD: Rijksbureau_voor_Kunsthistorische_Documentatie.